# Balthazar de Mecklembourg-Werle-Güstrow
 Balthazar de Mecklembourg-Werle-Güstrow (mort 5 avril 1421). Il fut coprince de Werle-Güstrow de 1393 à 1421. Prince de Wenden ou des Wendes en 1418

## Famille
Il est le fils de Laurent de Mecklembourg-Werle-Güstrow et de Mechtilde de Mecklembourg-Werle-Goldberg.
Il lui succède conjointement avec son frère Jean VII de Mecklembourg-Werle-Güstrow (mort le 1er septembre 1414).
En 1418 il obtient le titre de Prince de Wenden ou des Wendes conjointement avec Christophe de Mecklembourg-Werle-Waren, fils de Jean VI de Mecklembourg-Werle-Waren. 
Balthazar meurt le 5 avril 1421 et il est inhumé dans la cathédrale de Güstrow.

### Mariage et descendance
Balthazar de Mecklembourg-Werle-Güstrow est d'abord fiancé avec Agnès fille de Bogusław VI de Poméranie mais ce projet d'union reste sans suite. Il épouse le 18 octobre 1397 Euphemia de Mecklembourg († 16 octobre 1417 fille de Magnus Ier de Mecklembourg. En secondes noces, il épouse Hedwige d'Holstein (en) (†1436), fille du comte Gérard VI de Holstein-Rendsbourg. Hedwige devenue veuve se remarie avec Thierry d'Oldenbourg. Balthazar ne semble pas laisser de descendance.

## Généalogie
Balthazar de Mecklembourg-Werle-Güstrow appartient à la seconde branche (Mecklembourg-Werle) issue de la première branche de la Maison de Mecklembourg, cette seconde lignée s'éteignit avec Guillaume de Mecklembourg-Werle-Güstrow en 1436.